# Socket M
Socket M (de vegades referit com FCPGA6) és una interfície de microprocessador creat per Intel el 2006 per a la línia Intel Core de processadors per a portàtils. És utilitzat en tots els productes Intel Core i els seus derivats Dual-Core Xeon. També és implantat a la primera generació de versions per a portàtil de Intel Core 2 Duo, específicament les sèries T5x00 i T7x00 ("Merom"), tot i que la línia passa a Socket P el 2007.
El Socket M és incompatible amb els Socket 478 i Socket 479.